# Konsztantyin Vjacseszlavovics Harkov
Konsztantyin Vjacseszlavovics Harkov (orosz cirill átírással: Константин Вячеславович Харьков) (Moszkva, 1997. február 23. ― ) olimpiai ezüstérmes, világ- és Európa-bajnok horvát-, korábban orosz válogatott vízilabdázó, a Jadran Split balkezes játékosa.

## Sportpályafutása
2016-ban mutatkozott be szülőhazája nemzeti válogatottjában, mellyel a 2018-as és 2020-as kontinensviadalon is részt vett, utóbbin 21 jegyzett találattal a torna gólkiráyi címét is elnyerte. Utolsó orosz válogatott mérkőzését 2021. február 21-én, a 2020-as olimpiai bajnokság selejtezőtornáján játszotta. 2022-től a horvát nemzeti csapat tagja, ugyanebben az évben Európa-bajnoki címet is nyert.

## Eredményei

### Klubcsapattal

#### Mladost Zagreb
- Horvát bajnokság
  - Aranyérmes: 2021
  - Ezüstérmes: 2019, 2020

#### Jadran Split
- Horvát bajnokság
  - Ezüstérmes: 2022

#### AN Brescia
- Olasz bajnokság
  - Ezüstérmes: 2023

### Válogatottal

#### Oroszország
- Európa-bajnokság: 7. hely (Barcelona, 2018)
- Európa-bajnokság: 8. hely (Budapest, 2020)

#### Horvátország
- Világbajnokság: 4. hely (Budapest, 2022)
- Európa-bajnokság: Aranyérmes (Split, 2022)
- Világbajnokság: 9. hely (Fukuoka, 2023)
- Európa-bajnokság: Ezüstérmes (Dubrovnik és Zágráb, 2024)
- Világbajnokság: Aranyérmes (Doha, 2024)
- Olimpiai játékok: Ezüstérmes (Párizs, 2024)